# Vall Fosca
La Vall Fosca és, juntament amb la Conca de Tremp, la Conca de Dalt i la Conca Dellà, una de les unitats que configuren la comarca del Pallars Jussà. Sovint és anomenada també ribera de Flamisell i vall de Cabdella. Actualment la Vall Fosca és una marca turística que representa el municipi de la Torre de Cabdella.
És constituïda pel terme municipal de la Torre de Capdella. Històricament, però, eren tres els municipis existents en l'actual de la Torre de Cabdella: Mont-ros, la Pobleta de Bellveí i el mateix de la Torre de Cabdella, però d'una extensió menor que l'actual.

## Geografia
La Vall Fosca és una vall pirinenca de formació glacial, per on discorre el riu Flamisell i situada a la part nord de la comarca del Pallars Jussà. Rep el nom de Fosca pels forts pendents de les muntanyes que la formen, que propicien que el sol es pongui d'hora i la llum escassegi aviat.
Està constituïda, a la part nord, per més de vint estanys sota pics de més de 2.500 m d'altitud.
Hi ha tres petites valls: Riqüerna, Filià i barranc d'Estany Gento. Al poble de Cabdella, s'uneixen aquests tres barrancs i formen el riu Flamisell, que discorre pel municipi de Senterada cap a la Pobla de Segur, on hi ha l'aiguabarreig amb el Noguera Pallaresa.

### Poblacions
El poble més alt de la vall és Cabdella, a 1.420 metres d'altitud i que tanca el conjunt de nuclis rurals que conformen la Vall Fosca: la Pobleta de Bellveí, Estavill, Envall, Antist, Castell-estaó, Beranui, la Plana de Mont-ros, Astell, Obeix, Aguiró, Paüls, Pobellà, Mont-ros, Molinos, la Torre de Capdella, Aiguabella, Espui i la Central de Cabdella.

## Història
Històricament lligada a l'Alta Ribagorça per la seva pertinença, en part, a la baronia d'Erill, amb el decurs dels segles, va anar establint la major part de les seves relacions de tota classe amb les poblacions pallareses de la Pobla de Segur, Salàs de Pallars, Talarn i Tremp, allunyant-se així de la influència ribagorçana. Aquest fet és el que motivà la seva adscripció al Pallars Jussà en el moment de l'establiment de la divisió comarcal de Catalunya.

### Centrals hidroelèctriques
En el primer terç del segle xx l'empresa Energia Elèctrica de Catalunya va construir-hi tres centrals hidroelèctriques:
- Central hidroelèctrica de Capdella, inaugurada el gener de 1914.
- Central hidroelèctrica de Molinos, posada en funcionament el 1919.
- Central hidroelèctrica de la Plana de Mont-ros, que inicià la seva producció de forma provisional el 1937.

La Sociedad Productora de Fuerzas Motrices construí entre 1918 i 1920 la central Hidràulica de la Pobla de Segur en aquesta localitat, alimentada per l'aigua derivada per la presa de Senterada.
En els anys 80 del segle XX FECSA va construir la central hidroelèctrica reversible de Sallente-Estany Gento a la capçalera de la vall.
La construcció de les centrals afectà de forma molt important la societat i l'economia de la vall. Per les dues primeres acudiren milers de treballadors; s'hagué de construir en tres mesos la carretera de 35 quilòmetres entre La Pobla de Segur i la capçalera de la vall, i es dotà a molts pobles de la vall d'il·luminació elèctrica i tot tipus de serveis moderns. A principis de segle XXI s'ha obert el debat de si la renovació de la data de caducitat de les concessions hidroelèctriques ha estat encertada o bé aquestes concessions haurien d'haver canviat de condicions d'explotació en uns termes més favorables per a la societat de la vall.

## Referències literàries

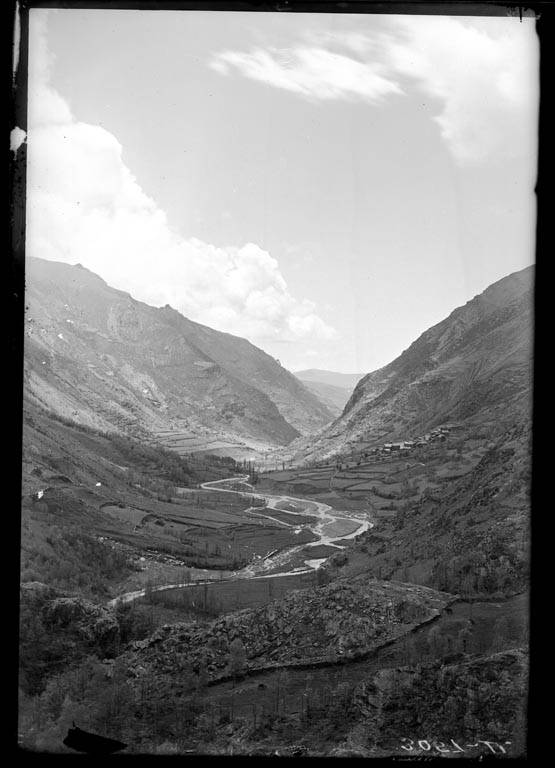
La vall Fosca amb el riu Flamisell, en un imatge dentre 1888 i 1896